# Aristolochia vallisicola
Aristolochia vallisicola är en piprankeväxtart som beskrevs av T.L.Yao. Aristolochia vallisicola ingår i släktet piprankor, och familjen piprankeväxter. Inga underarter finns listade i Catalogue of Life.